# Fleur Pellerin

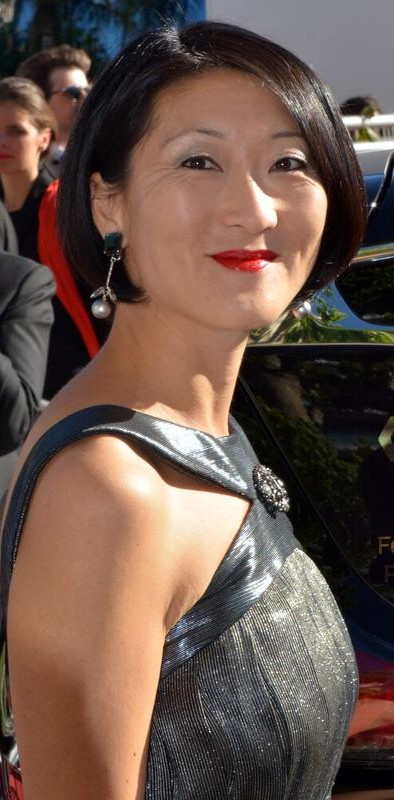
Fleur Pellerin (2017)

Fleur Pellerin (Geburtsname Kim Jong-suk; * 29. August 1973 in Seoul) ist eine französische Politikerin der Parti Socialiste (PS). Von Mai 2012 bis Februar 2016 war sie in verschiedenen Funktionen Regierungsmitglied, zuletzt seit August 2014 als Ministerin für Kultur und Kommunikation.

## Leben
Nach dem Besuch des Lycée franco-allemand de Buc studierte Fleur Pellerin, die als Kleinkind im Alter von sechs Monaten von französischen Staatsangehörigen adoptiert wurde, am Institut d’études politiques de Paris (IEP de Paris) sowie an der École supérieure des sciences économiques et commerciales (ESSEC) und schloss beide mit einem Diplom ab. Darüber hinaus absolvierte sie eine Ausbildung an der École nationale d’administration (ENA) und beendete diese im Jahr 2000 als Teilnehmerin des nach dem andalusisch-arabischen Philosophen und Arzt Averroes benannten Jahrgangs (Promotion Averroès).
Nach Beendigung ihrer Ausbildung war sie zwischen 2001 und 2005 Berichterstatterin bei der Ständigen Kontrollkommission der Société de gestion des droits d'auteur (SPRD), der französischen Verwertungsgesellschaft für Urheber- und Inhaberschutzrechte. Im Anschluss folgten Auslandseinsätze für die Vereinten Nationen im Irak, New York City und Genf, ehe sie von 2006 bis 2008 Vize-Direktorin von Tilder, einer Beratungs- und Kommunikationsstrategiegesellschaft. Daneben war sie seit 2006 als Maître de conférences als Lehrbeauftragte an der ENA tätig.
Nach Beendigung dieser Tätigkeit wurde sie 2009 Auditorin und Beraterin am Rechnungshof (Cour des comptes). Neben ihrer beruflichen Tätigkeit engagierte sich Pellerin in zahlreichen Organisationen und Institutionen und war unter anderem Mitglied des Ausschusses für Vielfältigkeit von France Télévisions, Mitglied des Verwaltungsrates des Fernsehsenders des französischen Senats Public Senat, Mitglied der Sanktionskommission der Aufsichtsbehörde für Online-Wettspiele (Autorité de régulation des jeux en ligne, ARJEL), Verwalterin der Fondation de Royaumont und von Unis-Cité. Darüber hinaus war sie Präsidentin des Club XXIe siècle.
Nach der Wahl von François Hollande, in dessen Wahlkampfteam sie für Gesellschaften und digitale Wirtschaft verantwortlich war, zum Staatspräsidenten und der Benennung von Jean-Marc Ayrault zum Premierminister wurde sie von diesem am 17. Mai 2012 Beigeordnete Ministerin für kleine und mittelständische Unternehmen, Innovation und digitale Wirtschaft in dessen Kabinett berufen und war als solche dem Industrieminister, Arnaud Montebourg, unterstellt. Sie gehörte damit zur 34-köpfigen Regierung Hollandes, die zur Hälfte aus Frauen besteht. Im Kabinett Ayrault II behielt sie diese Funktion.  Bei der Berufung des Kabinetts Valls I wurde sie zur Staatssekretärin für Außenhandel, Tourismus und Auslandsfranzosen im Außenministerium. Bei der Bildung der Regierung Valls II wurde sie nach dem Rückzug der bisherigen Kulturministerin Aurélie Filippetti als deren Nachfolgerin berufen. Bei der Kabinettsumbildung am 11. Februar 2016 wurde sie als Ministerin entlassen. Als Hintergrund der Entlassung wurde berichtet, sie habe zu wenig neue Ideen entwickelt und sei in ihrer Amtsführung zu technokratisch gewesen.